# Thaumasius taczanowskii
El colibrí de Taczanowski, (en Perú), colibrí golipunteado (en Ecuador) o colibrí blanco dorado (Thaumasius taczanowskii) es una especie de ave apodiforme de la familia Trochilidae —los colibríes—, una de las dos pertenecientes al género  Thaumasius, anteriormente situada en el género Leucippus. Es nativa del oeste de América del Sur.

## Distribución y hábitat
Se distribuye por el noroeste de Perú y en una pequeña región del sur de Ecuador inmediatamente adyacente. Se da en la vertiente occidental de los Andes desde el este de Piura (Abra Porculla) hacia el sur hasta el sur de Áncash; y en el valle del Marañón desde el norte de Cajamarca y Amazonas hacia el sur al menos hasta La Libertad. También hay registros recientes en el extremo sur de Ecuador, cerca de Zumba, en la cuenca del río Chinchipe (afluente del río Marañón) en Zamora Chinchipe.
Esta especie es considerada bastante común en Perú en sus hábitats naturales: los matorrales áridos y los bordes de bosques caducifolios, en altitudes entre 200 y 2800 m, más común entre 900 y 1900 m..

## Sistemática

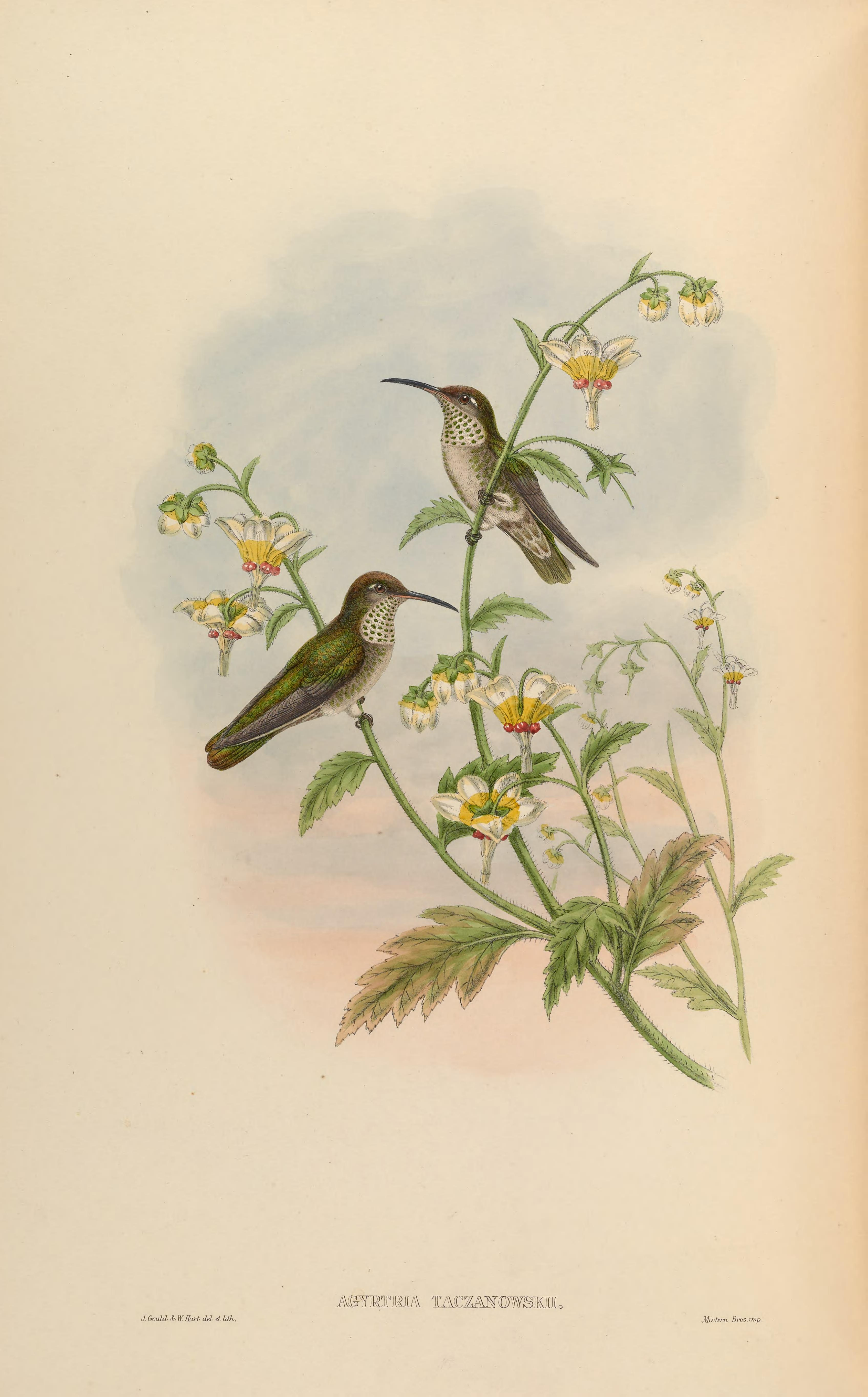
Agyrtria taczanowskii, sinónimo de Thaumasius taczanowskii, ilustración de Gould y Hart en A monograph of the Trochilidae, or family of humming-birds Supplement, 1880.

### Descripción original
La especie T. taczanowskii fue descrita por primera vez por el zoólogo británico Philip Lutley Sclater en 1879 bajo el mismo nombre científico; su localidad tipo es: «Guajungo, Cajamarca, Perú».

### Etimología
El nombre genérico femenino «Thaumasius» proviene del griego «thaumasios», diminutivo de «thauma, thaumatos», que significa ‘maravilla’; y el nombre de la especie «taczanowskii» conmemora al ornitólogo polaco Władysław Taczanowski (1819–1890).

### Taxonomía
La presente especie fue descrita y estuvo históricamente colocada en el género Leucippus, hasta que los estudios filogenéticos de McGuire et al. (2014) demostraron que el género era polifilético; para resolver la polifilia del género, Stiles et al. (2017) propusieron la resurrección del género Thaumasius, para las especies antes denominadas Leucippus taczanowskii y L. baeri, y de Talaphorus para la especie antes denominada Leucippus chlorocercus.Estos cambios taxonómicos fueron reconocidos por el Comité de Clasificación de Sudamérica (SACC) en la Propuesta N.º 781.
La subespecie propuesta T. taczanowskii fractus Bangs & Noble, 1918 se considera indistinguible de la nominal. Es monotípica.